# لوري كوكس هان
لوري كوكس هان (بالإنجليزية: Lori Cox Han)‏ هي عالمة سياسة أمريكية، ولدت في 3 مايو 1966.